# Раздольное (Джанкойский район)
Раздо́льное (ранее Каранги́т; укр. Роздольне, крымскотат. Qaranğıt, Къарангъыт) — исчезнувшее село в Джанкойском районе Республики Крым, располагавшееся на северо-востоке района, в степной части Крыма, примерно в 1,5 км к северу от современного села Перепёлкино.

### Динамика численности населения
| - 1805 год — 111 чел. - 1864 год — 25 чел. - 1889 год — 197 чел. - 1892 год — 33 чел. | - 1900 год — 38 чел. - 1915 год — 181/50 чел. - 1926 год — 211 чел. |

## История
Первое документальное упоминание села встречается в Камеральном Описании Крыма… 1784 года, судя по которому, в последний период Крымского ханства Кыр Ангыт входил в Таманский кадылык Карасъбазарскаго каймаканства.
После присоединения Крыма к России (8) 19 апреля 1783 года, (8) 19 февраля 1784 года, именным указом Екатерины II сенату, на территории бывшего Крымского Ханства была образована Таврическая область и деревня была приписана к Перекопскому уезду. После Павловских реформ, с 1796 по 1802 год, входила в Перекопский уезд Новороссийской губернии. По новому административному делению, после создания 8 (20) октября 1802 года Таврической губернии, Карангит был включён в состав Биюк-Тузакчинской волости Перекопского уезда.
По Ведомости о всех селениях в Перекопском уезде состоящих с показанием в которой волости сколько числом дворов и душ… от 21 октября 1805 года в деревне Карандит числилось 14 дворов, 94 крымских татарина, 16 цыган и 1 ясыр. На военно-топографической карте генерал-майора Мухина 1817 года деревня Каранит обозначена с 15 дворами. После реформы волостного деления 1829 года Карангыт, согласно «Ведомости о казённых волостях Таврической губернии 1829 года», остался в составе Тузакчинской волости. На карте 1836 года в деревне Карангыт 20 дворов, как и на карте 1842 года.
В 1860-х годах, после земской реформы Александра II, деревню включили в состав Владиславской волости того же уезда. В «Списке населённых мест Таврической губернии по сведениям 1864 года», составленном по результатам VIII ревизии 1864 года, Корангыт — владельческая татарская деревня с 7 дворами, 25 жителями и мечетью при колодцах. По обследованиям профессора А. Н. Козловского начала 1860-х годов, в селении вода в колодцах глубиной от 1,5—3 до 5 саженей (от 2 до 10 м) была частью солоноватая, а частью солёная. На трёхверстовой карте Шуберта 1865—1876 года в деревне Карангыт отмечены 10 дворов. К 1886 году Владиславская волость была упразднена и в «Памятной книге Таврической губернии 1889 года» по результатам Х ревизии 1887 года записан Карангит Байгончекской волости с 33 дворами и 197 жителями.
После земской реформы 1890 года отнесли к Ак-Шеихской волости.Согласно «…Памятной книжке Таврической губернии на 1892 год», в деревне Карангит, не входившей ни в одно сельское общество, числилось 33 жителя в 5 домохозяйствах. По «…Памятной книжке Таврической губернии на 1900 год» в Карангите числилось 38 жителей в 5 дворах. По Статистическому справочнику Таврической губернии. Ч.II-я. Статистический очерк, выпуск пятый Перекопский уезд, 1915 год, в деревне Карангит Ак-Шеихской волости Перекопского уезда числилось 36 дворов с татарским населением в количестве 181 человек приписных жителей и 50 — «посторонних».
После установления в Крыму Советской власти, по постановлению Крымревкома от 8 января 1921 года № 206 «Об изменении административных границ» была упразднена волостная система и в составе Джанкойского уезда был создан Джанкойский район. В 1922 году уезды преобразовали в округа. 11 октября 1923 года, согласно постановлению ВЦИК, в административное деление Крымской АССР были внесены изменения, в результате которых округа были ликвидированы, основной административной единицей стал Джанкойский район и село включили в его состав. Согласно Списку населённых пунктов Крымской АССР по Всесоюзной переписи 17 декабря 1926 года, в селе Карангит, в составе упразднённого к 1940 году Моллаларского сельсовета Джанкойского района, числилось 42 двора, из них 41 крестьянский, население составляло 211 человек, из них 206 татар, 4 украинцев, и 1 русский, действовала татарская школа; на одноимённом хуторе, того же сельсовета, было 2 двора и 11 жителей-армян.
Время переименования села в посёлок Раздольное из доступных источников установить пока не удалось. В 1944 году, после освобождения Крыма от фашистов, согласно Постановлению ГКО № 5859 от 11 мая 1944 года, 18 мая крымские татары были депортированы в Среднюю Азию. 12 августа 1944 года было принято постановление № ГОКО-6372с «О переселении колхозников в районы Крыма» и в сентябре 1944 года в район приехали первые новоселы (27 семей) из Каменец-Подольской и Киевской областей, а в начале 1950-х годов последовала вторая волна переселенцев из различных областей Украины. С 25 июня 1946 года Раздольное в составе Крымской области РСФСР. 26 апреля 1954 года Крымская область была передана из состава РСФСР в состав УССР. Время включения в Заречненский сельсовет пока не установлено: на 15 июня 1960 года село уже числилось в его составе. В 1968 году посёлок был упразднён.